# Cubillas de Cerrato
Cubillas de Cerrato és un municipi de la província de Palència a la comunitat autònoma de Castella i Lleó (Espanya). Limita amb Valoria la Buena (Valladolid) i Población de Cerrato (Palència).

## Demografia
| 1991 | 1996 | 2001 | 2004 |
| ---- | ---- | ---- | ---- |
| 130  | 111  | 78   | 77   |